# Rolls-Royce Camargue

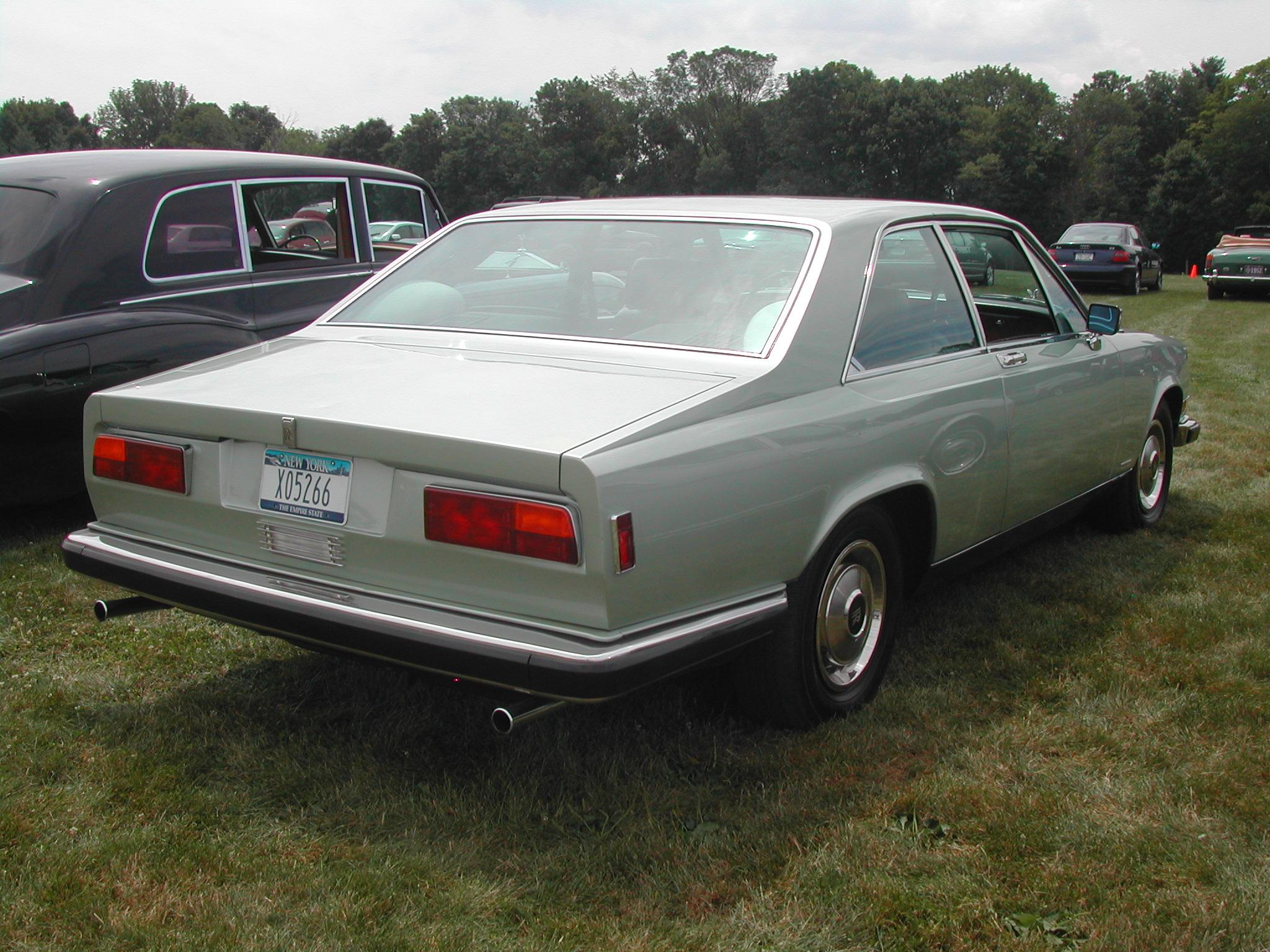
Heckansicht eines Camargue

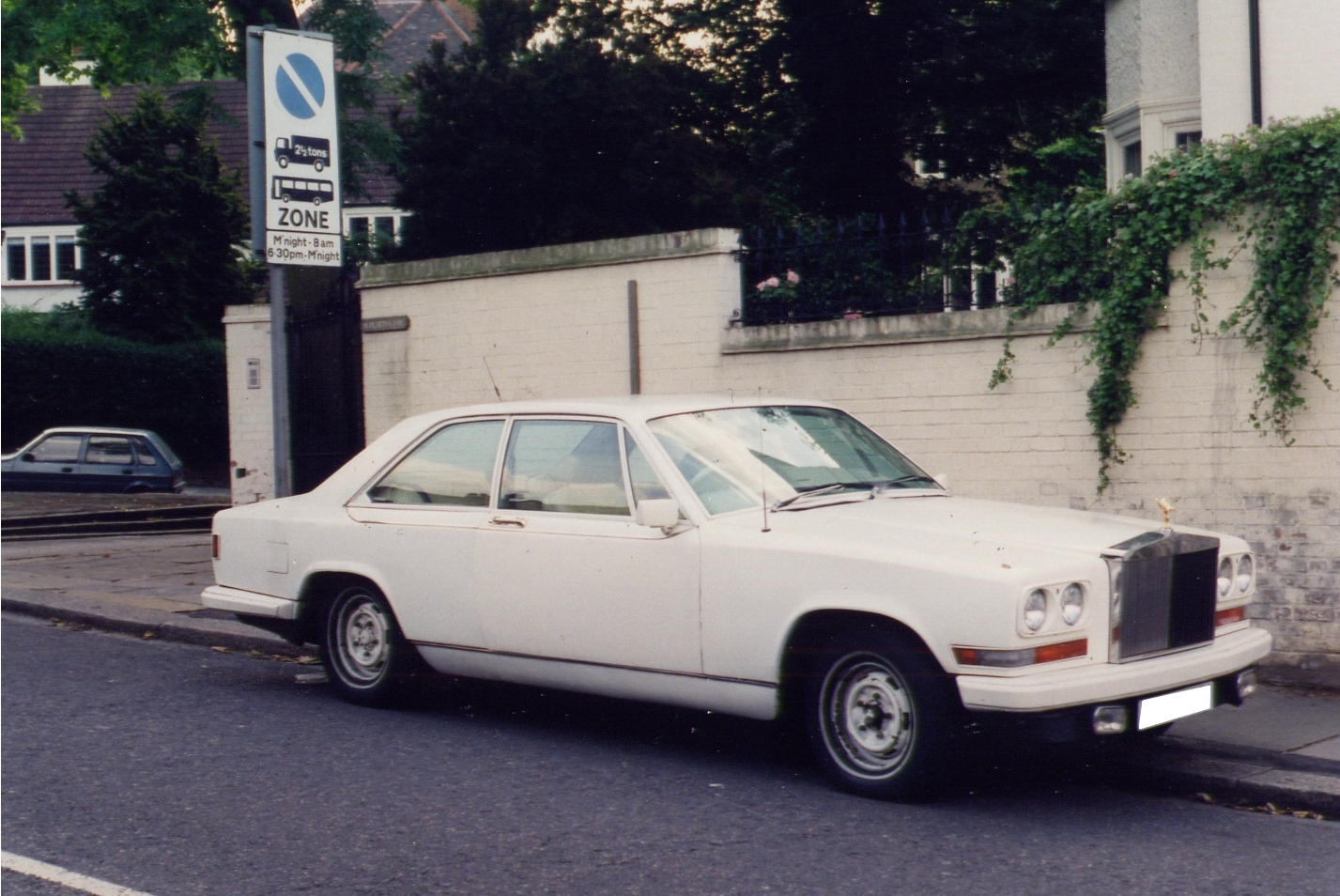
Rolls-Royce Camargue in vollständig weißer Lackierung

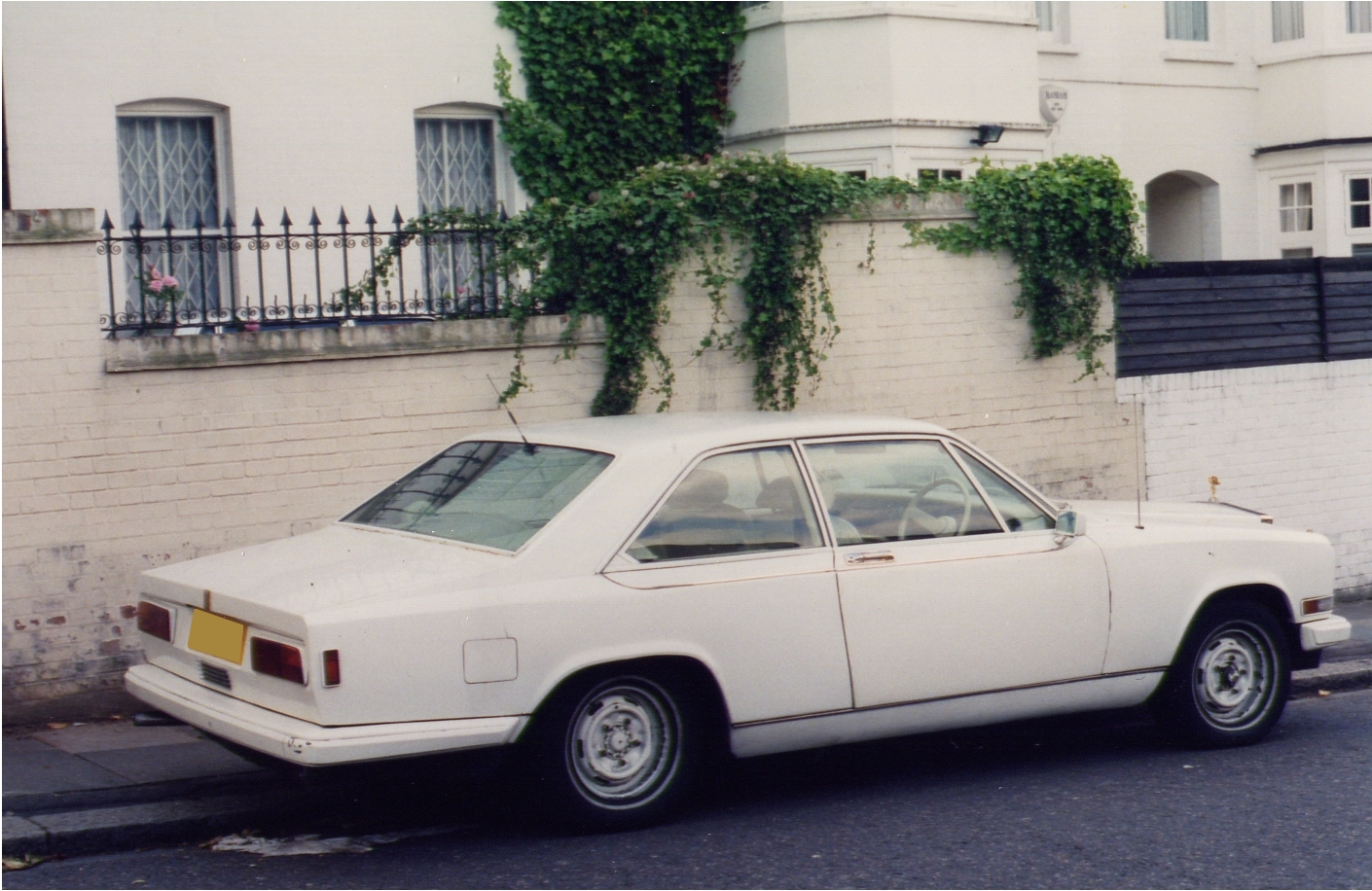
Weißer Camargue mit weißer Innenausstattung in London

Der Rolls-Royce Camargue ist ein von 1975 bis 1986 von dem britischen Automobilhersteller Rolls-Royce angebotenes Coupé der Oberklasse. Die Fahrzeuge wurden in den ersten Jahren von Mulliner Park Ward produziert; das Design stammte von Pininfarina. Erstmals nach dem Kriege hatte Rolls-Royce das Design nicht selbst vorgenommen. Der Camargue hob sich daher deutlich von den zeitgleich produzierten Schwestermodellen ab. Der Hersteller pries ihn in der Werbung als „schönsten jemals gebauten Rolls-Royce“ an. Der Camargue war zunächst als Nachfolger des Rolls-Royce Corniche Saloon gedacht; tatsächlich wurden beide Fahrzeuge allerdings noch einige Jahre nebeneinander produziert.

## Entwicklung, Technik und Ausstattung
Die Karosserie des nach einer Landschaft im Süden Frankreichs benannten Camargue wurde bei Pininfarina entworfen; verantwortlicher Designer war dort Paolo Martin. Das Design stand in der Tradition einiger großer Pininfarina-Coupés, die Martin bereits einige Jahre zuvor entworfen hatte. Hierzu gehört zunächst ein Coupé auf der Basis des Mercedes-Benz 300 SEL, das 1970 entstanden war und ein Einzelstück blieb, darüber hinaus aber auch das Fiat-130-Coupé. Der Camargue nahm wesentliche Merkmale dieser Entwürfe auf: Hier wie dort folgte der Aufbau einer ausgeprägten Trapezform, und die Linien waren von glatten Flächen und dem Verzicht auf Rundungen geprägt. Allerdings wurden nicht alle Vorschläge Pininfarinas übernommen. Anstelle der im Entwurf angelegten Breitbandscheinwerfer verwendete Rolls-Royce beispielsweise vier runde Doppelscheinwerfer (die rechteckig eingefasst waren).
Der Camargue erhielt das Fahrwerk des Silver Shadow und den etwas stärkeren Motor des Corniche. Der Camargue übernahm im Laufe seiner Produktionszeit zahlreiche Modifikationen, die für die Schwestermodelle entwickelt worden waren: Ab 1977 erhielt er die neue Zahnstangenlenkung aus dem Silver Shadow II, ab 1980 die hintere Einzelradaufhängung des neuen Rolls-Royce Silver Spirit. Innovativ war die von Anfang an lieferbare Klimaautomatik mit verschiedenen Zonen: Die Mitfahrer mussten sich nicht zwischen warmen Füßen und einem kühlen Kopf entscheiden. Besonders hervorgehoben wurde auch der Umstand, dass der Wählhebel für die Automatik mit einer Servounterstützung verbunden war.
Der Camargue wurde bis 1978 bei Mulliner Park Ward hergestellt. Ab dem Modelljahr 1979 war der Produktionsprozess in mehrere Phasen gegliedert. Die Bodengruppe wurde bei dem britischen Zulieferer Pressed Steel gefertigt. Die Karosserie wurde hingegen bei Motor Panels hergestellt; dort wurden die Anbauteile auch mit dem Chassis verbunden. Das halbfertige Fahrzeug wurde danach in das Stammwerk von Rolls-Royce gebracht, wo die Antriebstechnik und die Innenausstattung installiert wurde. Insbesondere in den ersten Jahren war die Qualität des Fahrzeugs schwankend. Ein deutscher Restaurierer bezeichnete die Camargue-Modelle der 1970er-Jahre als „Edelmurks“. Parallel zur Einführung des Rolls-Royce Silver Spirit verbesserte sich die Produktionsqualität deutlich.
Die Ausstattung der Camargue folgte zu jeder Zeit den Wünschen der Kunden. In den 1980er-Jahren gab es einige Ausführungen, die ungewöhnlich auffallend hergerichtet waren. So wurde etwa ein Dutzend Camargues hergestellt, bei denen zu weißer Innenausstattung nicht nur die Karosserie, sondern auch alle üblicherweise verchromten Anbauteile wie Stoßstangen, Fensterrahmen usw. weiß lackiert waren; lediglich der Kühlergrill war weiterhin verchromt. Diese weißen Modelle waren in den 1980er-Jahren mit einem deutlichen Preisaufschlag verbunden; sie sind heute nicht sehr beliebt und werden auf dem Gebrauchtwagenmarkt zu geringeren Preisen gehandelt als die anderen Ausführungen.
Der Camargue war nach dem Phantom VI der bis dahin zweitteuerste in Serie produzierte Rolls-Royce. Bei seinem Debüt kostete der Camargue 29.250 £; damit war er doppelt so teuer wie ein serienmäßiger Rolls-Royce Silver Shadow. 1981 wurde der Camargue auf dem deutschen Markt für 416.000 DM angeboten, nahezu das Sechsfache des Preises, der für das seinerzeit teuerste Serienmodell von Mercedes-Benz, den Mercedes 500 SLC, verlangt wurde.
Die deutsche Fachzeitschrift auto motor und sport testete 1983 einen Camargue. Das Blatt hob hervor, dass der Wagen nicht für sportliches Fahren gemacht sei; statt Leistung gebe es Laufkultur. Der Camargue wurde, gemessen an seinen Ausmaßen und seinem Gewicht, für leicht fahrbahr befunden und als ein hervorragendes Auto für eine entspannte Reise gehalten. Der Federungskomfort sei bei hohen Geschwindigkeiten schlechter als bei den Konkurrenzprodukten von Mercedes-Benz; bei niedrigen Geschwindigkeiten habe allerdings Mercedes Nachholbedarf.
Bis 1986 entstanden vom Camargue 531 Exemplare.

## Sonderversionen
- Ein 1985 hergestelltes Camargue-Exemplar wurde als Bentley ausgeführt. Das braun lackierte Fahrzeug trug ein dunkles Vinyl-Dach und einen Bentley-Kühler.[9]

- 1980 erwog Rolls-Royce, den Camargue mit einem Turbotriebwerk auszurüsten und ihn als Bentley zu vermarkten. Das Fahrzeug sollte eine Antwort auf den zuvor präsentierten Bristol Beaufighter sein, der als sportlicher Zweitürer für Selbstfahrer Aufsehen erregt hatte. Rolls-Royce verbaute hierfür in den bekannten 6,8 Liter großen Achtzylinder einen Turbolader: ein Prototyp wurde aufgebaut und getestet, das Konzept allerdings aufgrund  thermischer Probleme aufgegeben. Das Turbotriebwerk debütierte 1982 schließlich im neuen Bentley Mulsanne, der von Anfang an für höhere Leistungen konzipiert worden war.[10]

## Technische Daten
- Motor: V8, Frontmotor
- Hubraum: 6750 cm³
- Leistung (Kraftfahrt-Bundesamt): 156 kW (212 PS) bei 4500/min
- Höchstgeschwindigkeit: 200 km/h
- Beschleunigung (0–100 km/h): 10,5 s